# Christophe de Margerie
Christophe de Margerie (Mareuil-sur-Lay-Dissais, 6 de agosto de 1951 - Moscovo, 20 de outubro de 2014) foi um executivo (CEO) da companhia petrolífera francesa Total S.A..
Foi o administrador delegado da Total S.A. de 13 de fevereiro de 2007 até à data da sua morte. A partir de 21 de maio de 2010 era também o presidente da companhia.

## Formação
De Margerie estudou na Ecole Superieure de Commerce de Paris.

## Política económica
De Margerie defendeu a política russa no setor energético, criticando asperamente a decisão da União Europeia de aplicar sanções à Rússia pelo apoio fornecido aos separatistas no seguimento da revolução ucraniana de 2014.

## Morte
O administrador delegado da Total morreu em 20 de outubro de 2014 aos 63 anos de idade durante uma aterragem de emergência no Aeroporto Internacional Vnukovo em Moscovo, capital da Rússia. Essa manobra foi necessária na sequência de uma colisão da sua aeronave com um limpa-neves em serviço na pista. O acidente ocorreu às 23h59m hora de Moscovo, e o avião era um Falcon 50 com a matrícula F-GLSA. Além de Christophe de Margerie faleceram no acidente os três membros da tripulação.
O presidente francês François Hollande apresentou condolências à família e apresentou Margerie como empreendedor que difundiu no estrangeiro a tecnologia francesa.